# Jan Paweł Woronicz
Jan Paweł Woronicz (28. června 1757, Brodóv (dnes Tajkuri) – 6. nebo 7. prosince 1829, Vídeň) byl polský katolický kněz, primas Polského království a preromantický básník.

## Život
Původně byl (do zrušení řádu) jezuitským knězem. V době Kongresového Polska postupoval v církevních hodnostech a patřil k vedoucím polským osobnostem. Stal se krakovským biskupem a později varšavským arcibiskupem a polským primasem a v této funkci korunoval roku 1829 cara Mikuláše I. polským králem.
Woroniczova literární tvorba se plně rozvinula v době, kdy působil blízko rezidence knížete Adama Jerzyho Czartoryského v Puławách, které bylo významným kulturním centrem. Je charakteristická pronikavým citovým vlastenectvím a lyrickým sentimentalismem, obracejícím se k přírodě a k selskému lidu. Psal selanky, vesnické písně, příležitostné básně i eposy. Zajímal se rovněž o národní písně. Je také jedním z představitelů tzv. historismu, plného fantazií a pohledů do temného dávnověku, a mesianistického slavismu, doplněného vírou v znovuzrození očištěného a vykoupeného Polska. Významná jsou také jeho kázání.
Zemřel ve Vídni a jeho pohřeb v Krakově na Wawelu byl velkým vlasteneckým projevem.

## Literární dílo
- Pieśni wiejskie (1782, Vesnické písně)
- Świątynia Sybilli (Svatyně Sibillina), napsáno v letech 1795-1800, tiskem 1818, historický epos, odkazující se na proslulý zahradní památník kněžny Czartoryské v Pulawách, ve kterém autor vyjádřil své přesvědčení, že národy nejsou ovlivňovány „hrou slepých osudů“, ale podléhají vůli Prozřetelnosti.
- Zjawienie Emilki (1796-1797, Zjevení Emilčino), idylická vize.
- Rozprawa o pieśniach narodowych (1803, Pojednání o národních písních, odborná práce určená pro zasedání varšavské Společnosti nauk.
- Assarmot, syn Jektana, praprawnuk Sema, praszczur Noego, narodów sarmackich patryarcha (1805, Assarmot, syn Jektana, prapravnuk Sema, praděd Noemův, národů sarmackých patriarcha), epos, ve kterém autor opěvoval původ Slovanů (Sarmatů) od starozákonních postav. Potomkem Assarmota byl podle něho rádce trojského krále Priama Anténór, který se po dobytí Tróje uchýlil do Ilýrie, odkud pak vzešel praotec Poláků Lech. Pokračováním tohoto eposu měl být epos Lech, z něhož se však dochovaly jenom části.
- Hymn do Boga (1809, Hymnus na Boha), báseň plná patetického vlastenectví nese podtitul O dobrodiních Prozřetelnosti, Národu Polskému prokázaných po úpadku Polska.
- Kazania czyli nauki parafjalne (1828), dva díly.
- Pisma Jana Pawła Woronicza (1832, Dopisy Jana Pawła Woronicze), posmrtně.

## Česká vydání
- Assarmot, Světozor 1876, přeložil Václav Štulc.[2]